# Tauste
Tauste es un municipio español situado en la provincia de Zaragoza, comunidad autónoma de Aragón. El término municipal, que cuenta con una superficie de 405,23 km² —el cuarto más extenso en la provincia—, tiene una población de 6817 habitantes (INE 2024). Además, forma parte de la comarca de las Cinco Villas.

## Geografía
Tauste se halla emplazada en el valle del Ebro a 267 m sobre el nivel del mar y dista 47 km de Zaragoza. Perteneciente a la comarca de las Cinco Villas, es la más meridional de las cinco y se encuentra ubicada en la margen izquierda del río Arba próxima a su desembocadura en el Ebro. Limita al norte con Ejea de los Caballeros y Castejón de Valdejasa, al sur con el río Ebro, Novillas,  Gallur y Pradilla de Ebro, al este con Zaragoza y Remolinos, y al oeste con las Bardenas de Navarra. Desde el punto de vista eclesiástico, pertenece a la diócesis y archidiócesis de Zaragoza.

## Historia

### Prehistoria y arqueología
En el término municipal del municipio se han encontrado restos de la Edad del Bronce en la Paridera de Cobollo, la Gabardilla, Puy Agudo, Balsa Tamariz, Canduerco y Tres Montes.
La margen izquierda del Ebro, donde se asienta Tauste, fue ocupada por los vascones, que llegaron hasta la actual Alagón, como indican los «bronces de Botorrita», serie de planchas de bronce del siglo I a. C. encontradas en Contrebia Belaisca y el mapa de Claudio Ptolomeo (siglo II).
Otro yacimiento, es el de Valdetaus, el más importante de todos los hallados en el término municipal. Corresponde a una ciudad prerromana, ocupada desde la Edad del Hierro I hasta la primera mitad del siglo I a. C., destacando su sistema defensivo, los restos de cimentaciones de edificios, monedas acuñadas en la vecina Sekia —la actual Ejea de los Caballeros— y la cerámica, bien celtibérica o imitando a la romana.
Testimonio de la presencia romana en la zona son los restos de villas romanas, tanto los del «Paraje El Pinadillo», «Balsa el Pozo» y «Corral del Zurdo» al noreste del término municipal, como «Escorón» en la vega del río Arba.

### Edad Media
En 2010 se descubrió en la zona de ensanche del casco urbano una importante necrópolis musulmana, cuyos restos corresponden a la primera población islámica del Valle del Ebro —principios del siglo VIII—. Por la importancia y antigüedad de esta necrópolis, se piensa que Tauste fue un lugar de cierta relevancia en los tiempos de los Banu Qasi, cuando se constituyó la Marca Superior de al-Ándalus.
Aunque en 1105 Alfonso I el Batallador incorporó Tauste a los reinos cristianos, parece que la plaza fue recuperada por los almorávides el mismo año que tomaron Zaragoza (1110). No fue hasta 1121 cuando se produjo la incorporación definitiva de la localidad al Reino de Aragón, en la misma época que la vecina Borja. Los navarros, bajo el reinado de García Ramírez ocuparon momentáneamente Tauste en 1146, pero Alfonso VII de León actuó como árbitro entre los dos reinos.

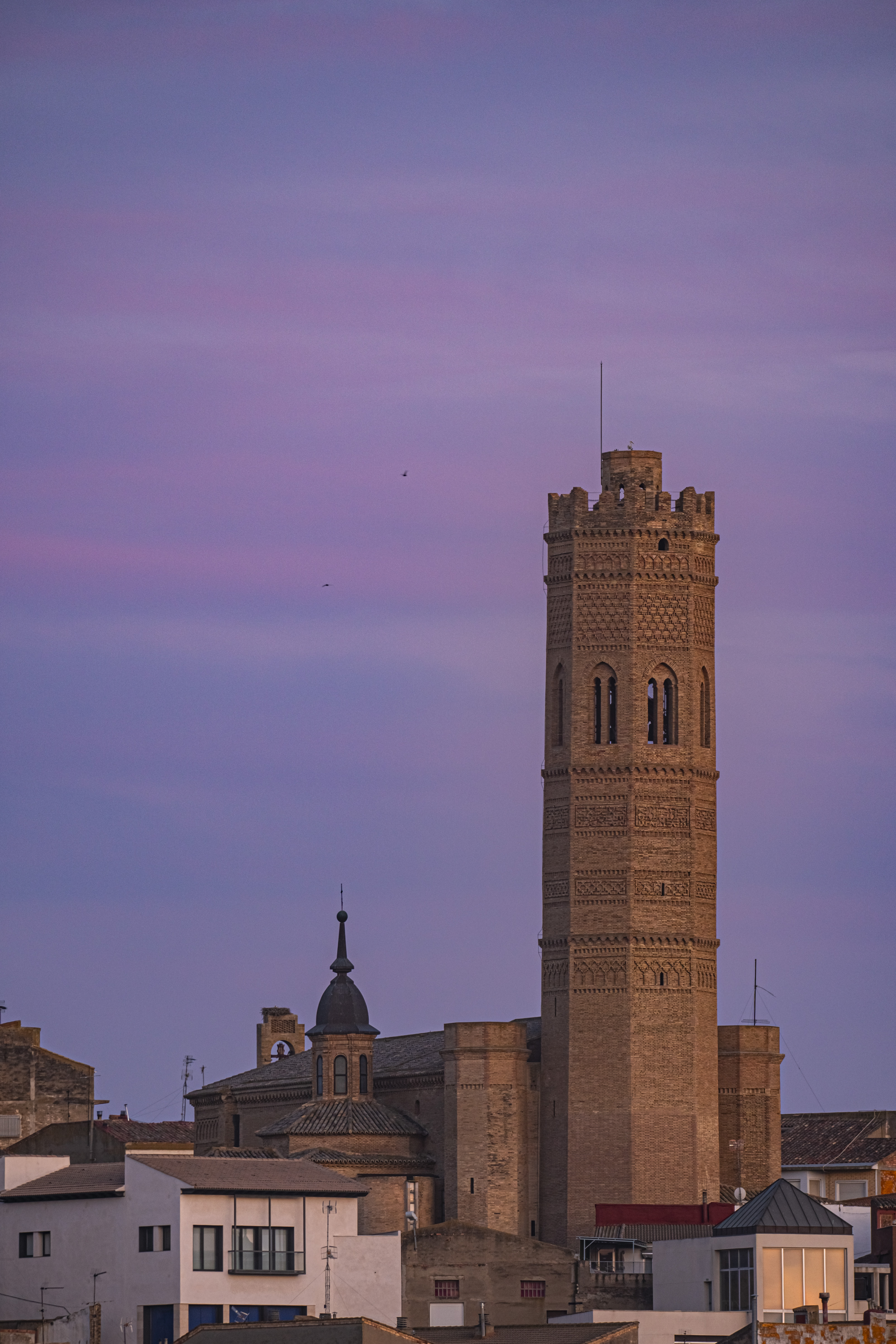
Antiguo alminar, actual torre de la iglesia de Santa María

Ramiro II otorgó la carta puebla a Tauste en 1138, documento regio que dotó a la villa de libertades y privilegios para que fuera un enclave firme frente a los intentos expansionistas del Reino de Navarra. Poco tiempo después empezó a edificarse una iglesia románica bajo la advocación de San Miguel (hoy San Antón) y a finales del siglo XIII la iglesia de Santa María. Más tarde, Martín I el Humano confirmó como infanzones a los pobladores de Tauste, privilegio concedido por Ramiro II, y dio a la villa carácter de realengo, con voto en Cortes. Asimismo, Alfonso V el Magnánimo autorizó en 1423 la instalación de escuelas de gramática y artes, y la reina doña María concedió la celebración de un mercado semanal.
Existen datos sobre la presencia de una importante aljama judía en Tauste, hasta su conversión o expulsión en 1492. Es conocida la existencia de una rica sinagoga, así como la transformación traumática del núcleo urbano en el siglo XV para separar físicamente a la población cristiana de la judía con la construcción de muros para dividir el barrio.

### Edad Moderna
Ya en el siglo XV, los taustanos habían expresado su deseo de aprovechar las aguas del Ebro mediante una acequia que regara sus tierras después de atravesar territorio navarro. Aunque la concesión para este proyecto fue dispensada por Carlos de Viana en 1444, el posterior enfrentamiento entre este y su padre, el monarca Juan II de Aragón, desembocó en una guerra en la que Tauste se vio profundamente afectada.
La separación de Navarra y Aragón retrasó casi un siglo unas obras que habían sido ya iniciadas.
Finalmente, en 1529, Carlos I expidió un privilegio a favor de Tauste para continuar la obra, lo que facultó la construcción del actual Canal de Tauste.
La transformación agrícola de todas las tierras regadas por el Canal supuso un cambio radical en la economía y la sociedad a partir del siglo XVI.
De este modo, el momento de mayor florecimiento económico y crecimiento demográfico tuvo lugar en el Renacimiento. La vida giraba en torno a una potentísima ganadería lanar, organizada en torno la Casa de Ganaderos, y a una agricultura en auge por el movimiento roturador y el avance del regadío.
La guerra de Sucesión dejó su huella en Tauste, ya que la villa fue asediada y conquistada por las tropas del conde de Sástago, fiel al archiduque Carlos. Antonio Germán, taustano que había destacado por sus acciones bélicas a favor del pretendiente borbón, fue ajusticiado el 3 de octubre de 1706, siendo célebre su frase «calla y ahorca, que ése es tu oficio», dirigida al verdugo cuando iba a ser ejecutado. Este hecho supuso el que la villa obtuviera el título de «fidelísima» por parte de Felipe V.

### Edad Contemporánea

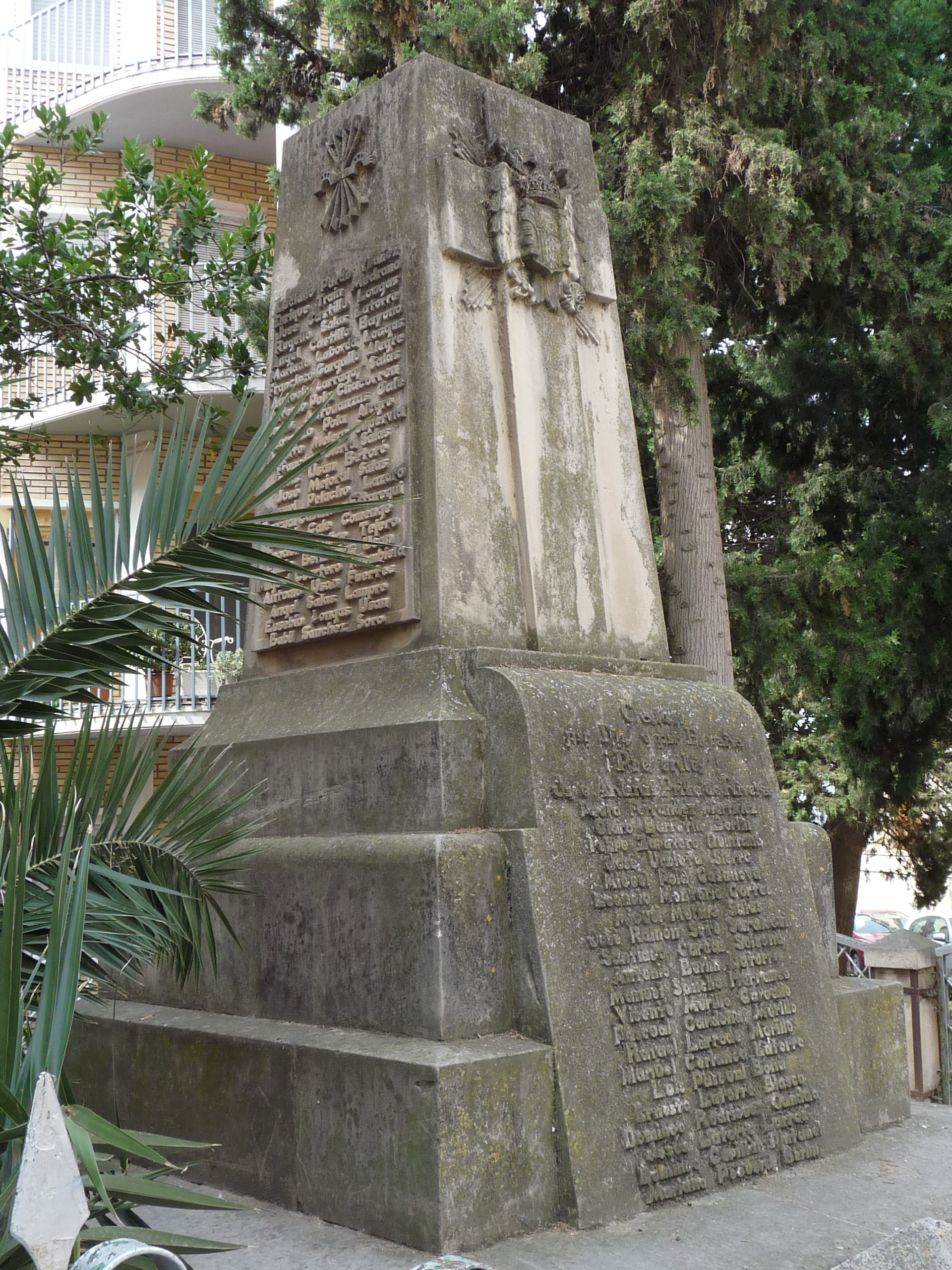
Monumento a los muertos del bando franquista en la Guerra Civil

La guerra de la Independencia tuvo considerables repercusiones para Tauste, ya que el ejército francés quemó documentos de la Casa de Ganaderos. En esta contienda, el taustano Mariano Larrodé, conocido como «Pesoduro», destacó primero durante los Sitios y, posteriormente, como guerrillero en la comarca de las Cinco Villas, hasta su captura y ejecución en Ejea el 21 de septiembre de 1811.
Pascual Madoz, en su Diccionario geográfico-estadístico-histórico de España de 1845, refiere que Tauste «tiene sobre 550 casas, que forman un cuadrilongo imperfecto... las cuales se distribuyen en varias calles un poco inclinadas y una plaza en el centro de la población». Los principales cultivos eran trigo, cebada, centeno, avena, maíz, aceite y vino, y había abundante ganado ovino y algo de ganado caprino. En esa época, la localidad contaba con una fábrica de regaliz, dieciséis fábricas de salitre, algunos telares de mantas bastas y dos molinos harineros.
A comienzos del siglo XX, la construcción del ferrocarril de Sádaba a Gallur permitió enlazar el municipio con la red ferroviaria general, lo que supuso una mejora notable de las comunicaciones en la comarca. Durante la Guerra Civil existió un campo de aviación en el paraje conocido con ese mismo nombre, base de la Legión Cóndor alemana. Finalizada la guerra, en 1954 se aprobó el Plan General de Colonización de Bardenas y se crearon dos pequeños pueblos en el término de Tauste: Sancho Abarca y Santa Engracia.

## Demografía
Tauste cuenta con una población de 6817 habitantes (INE 2024).
| Gráfica de evolución demográfica de Tauste entre 1842 y 2021 |
| |
| Población de derecho según los censos de población del INE Población de hecho según los censos de población del INEEn este censo se denominaba Tauste y los cotos redondos de Canduero y Escoros: 1842 |

La demografía de Tauste ha sufrido escasas oscilaciones a lo largo de su historia.
El censo de España de 1857, que inauguraba la serie estadística, registra una población de 4380 habitantes para la localidad, siendo en ese momento el núcleo más poblado del partido judicial de Ejea de los Caballeros, al cual pertenecía.
Desde los 4630 habitantes al comenzar el siglo XX, la población se incrementó a 7182 en 1970, iniciándose luego un leve retroceso hasta los 6943 habitantes de 1991.
Sin embargo, desde 2009, el municipio cincovillés ha sufrido un descenso acusado de población, pasando de 7710 habitantes hasta los 6847 del año 2020, lo que supone un descenso de más de un 10 %.

## Economía
Tauste cuenta con industrias y talleres especializados, preferentemente en maquinaria y derivados agrícolas, estando muchas de ellas ubicadas en el polígono industrial de «Las Rozas». También existe un parque eólico en el área conocida como «Planas de Pola».
Mención especial merece la empresa «Tauste Ganadera», la mayor explotación de ganado vacuno lechero de España y una de las mayores de Europa.
Además de leche, comercializa quesos y enmienda húmica, un producto que aporta humus mejorando las propiedades del suelo.

## Administración y política
| Período   | Alcalde               | Partido | Partido |
| --------- | --------------------- | ------- | ------- |
| 1979-1983 | Carlos Alegre Sero    | PSOE    |         |
| 1983-1987 | Víctor Angoy          | PSOE    |         |
| 1987-1991 | Víctor Angoy          | PSOE    |         |
| 1991-1995 | Luis Martínez Lahilla | PP      |         |
| 1995-1999 | Luis Martínez Lahilla | PP      |         |
| 1999-2003 | Charo Vázquez         | PP      |         |
| 2003-2007 | José Luis Pola        | PSOE    |         |
| 2007-2011 | José Luis Pola        | PSOE    |         |
| 2011-2015 | Miguel Ángel Francés  | PP      |         |
| 2015-2019 | Miguel Ángel Francés  | PP      |         |
| 2019-2023 | Miguel Ángel Francés  | PP      |         |
| 2023-2027 | Miguel Ángel Francés  | PP      |         |

| Partido político    | Partido político                                                 | 2007   | 2011   | 2015   | 2019   | 2023   |
| Partido político    | Partido político                                                 | Ediles | Ediles | Ediles | Ediles | Ediles |
|                     | Partido Popular de Aragón (PP)                                   | 5      | 6      | 8      | 8      | 9      |
|                     | Partido de los Socialistas de Aragón (PSOE-Aragón)               | 4      | 5      | 3      | 5      | 3      |
|                     | Partido Aragonés (PAR)                                           | 3      | 1      | 1      | 0      | —      |
|                     | Izquierda Unida (IU)                                             | 0      | 0      | 1      | 0      | —      |
|                     | Chunta Aragonesista (CHA)                                        | 1      | 1      | 0      | 0      | 1      |
|                     | Los Verdes (LV)-Federación de los Independientes de Aragón (FIA) | —      | 0      | —      | —      | —      |
|                     | Independientes                                                   | 1      | —      | —      | —      | —      |
| Total de concejales | Total de concejales                                              | 13     | 13     | 13     | 13     | 13     |

## Patrimonio

### Patrimonio arqueológico
El yacimiento prerromano de Valdetaus se encuentra en la carretera A-127 Aragón-Tudela, dentro del término municipal. Se diferencian dos fases en el yacimiento: la primera corresponde a un poblado plenamente indígena y la segunda a una población ya en contacto con la cultura romana.
Ocupa una elevación a 260 m s. n. m., en un emplazamiento elegido por sus posibilidades defensivas, ya que domina la vega del Ebro en su confluencia con el Arba, así como el entorno de las desembocaduras del Huecha y del Jalón.

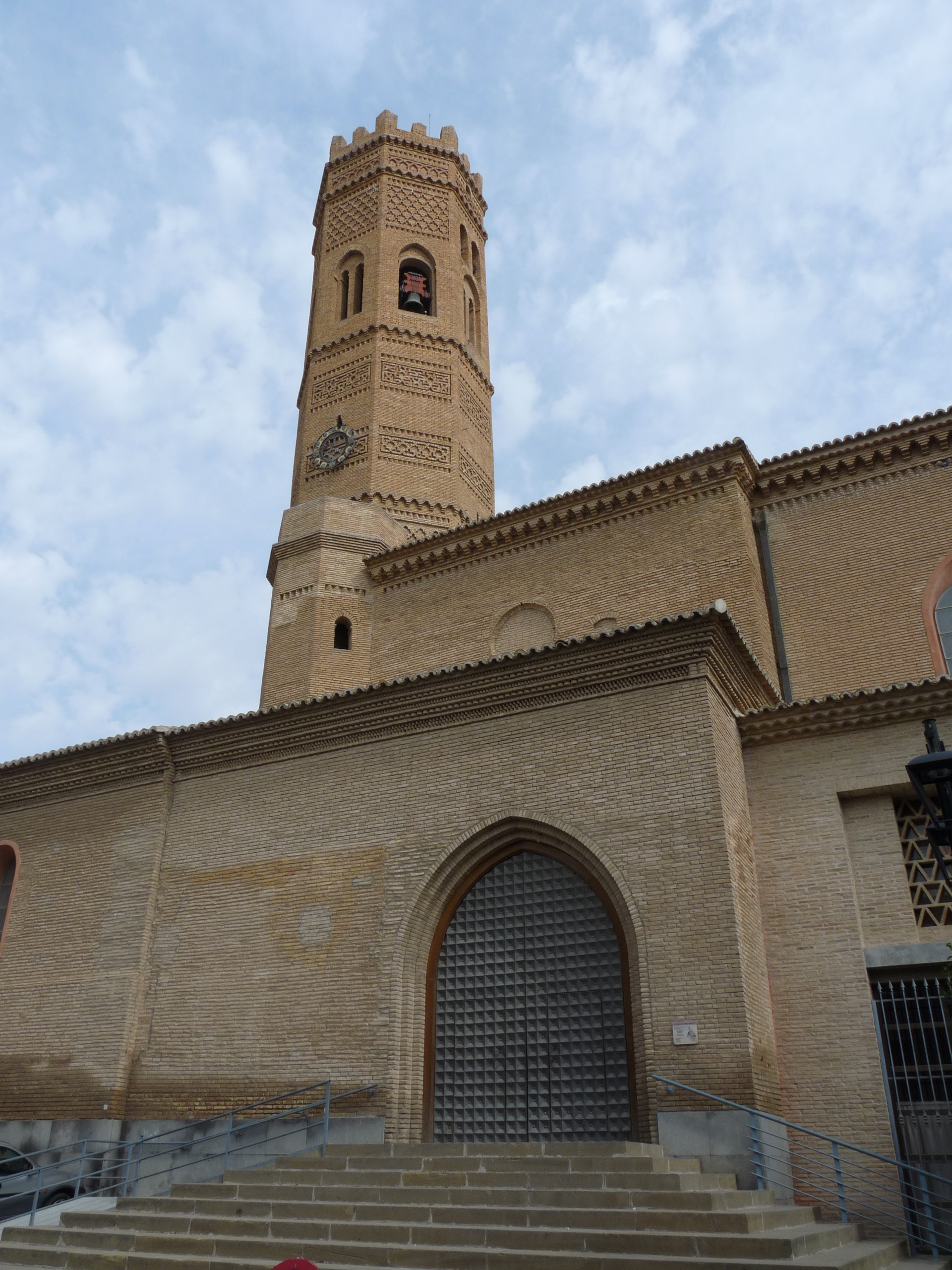
Iglesia de Santa María, con torre mudéjar (ca. 1300)

### Patrimonio religioso
La iglesia mudéjar de Santa María, situada sobre una loma en lo más alto de la villa, domina la desembocadura del río Arba en el Ebro. Comenzada a construir en el siglo XIII y acabada en el siglo XIV —salvo la torre, que corresponde al alminar de la anterior mezquita que ocupaba su solar—, constaba en origen de nave única de tres tramos y ábside semicircular al interior y poligonal al exterior, añadiéndose posteriormente la capilla de la Virgen de Sancho Abarca. Está realizada totalmente en ladrillo aparejado a soga y tizón y cogido con yeso. Al exterior presenta cabecera poligonal de cinco lados que es circular al interior y muros laterales con contrafuertes y las capillas que abren entre ellos sobresaliendo ligeramente en la parte baja. Sobresale del conjunto la torre, adosada al centro del muro del hastial. De planta octogonal, es uno de los mejores ejemplares de torres mudéjares que se conservan en Aragón, íntimamente relacionada con las de San Pablo de Zaragoza y San Pedro de Alagón con las que también comparte la tipología arcaica de la iglesia. Recientes estudios monográficos, constatan que la torre ya existía cuando se construyó el ábside a principios del siglo XIII, y posteriormente, en el siglo XIV la nave, cuyo hastial se adosó a la torre, ocultando su decoración.
Revisten interés tanto el Retablo Mayor renacentista, del siglo XVI y restaurado en 2007, como el retablo de la Coronación de María, también restaurado en el mismo año.

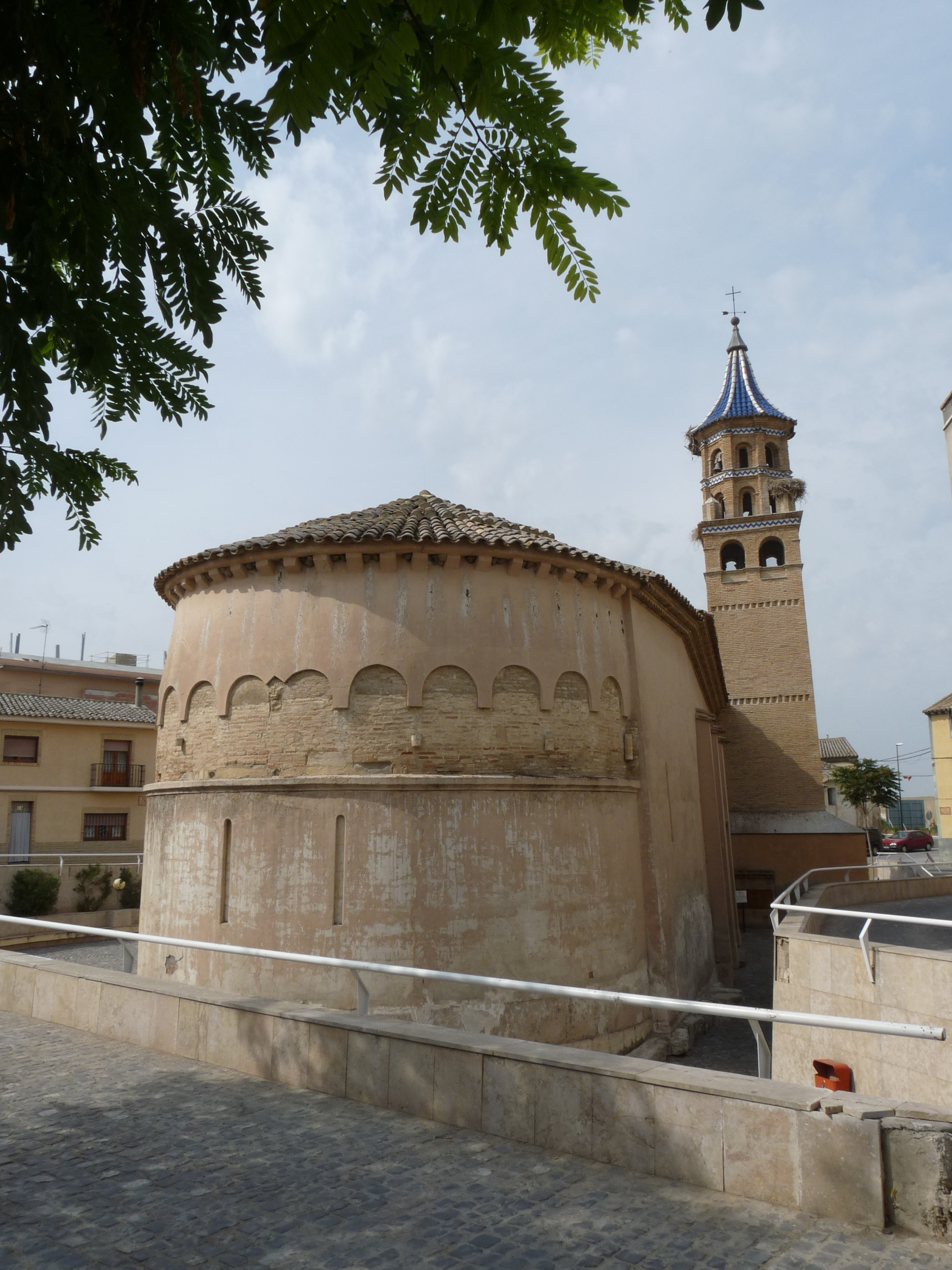
Ábside de la iglesia de San Antón

Otro templo notable es la iglesia de San Antón Abad, anteriormente dedicada a San Miguel Arcángel. Posee una sola nave de planta rectangular, irregular y muy alargada. En cuanto a su cronología, el ábside, el presbiterio y un conjunto de piezas talladas —halladas durante las obras de restauración— son de la segunda mitad del siglo XII, dentro del desarrollo del románico. Los tres tramos siguientes se consideran de finales del siglo XIII o principios del XIV. Restaurada en la década de 1980, se excavó un foso a su alrededor, con el fin de devolver al edificio su volumen original, pues al estar en el barrio más bajo de la población, siglos de escorrentías y arrastres de tierras, habían ocasionado que el nivel del suelo de la plaza hubiera subido más de un metro.
Otro edificio religioso es el Monasterio de San Jorge, fundado en 1629.
Construido según los parámetros propios de la arquitectura barroca, se caracteriza por la utilización de un sistema estructural de muros de carga y forjados.
Dentro del conjunto destaca especialmente el edificio de la iglesia. Construida en ladrillo, se levantó sobre una planta rectangular de una sola nave de tres tramos con cabecera poligonal y capillas adosadas entre los contrafuertes. Todo el interior se cerró con bóvedas de cañón con lunetos.
La torre, datada en el siglo XVI, posee tres cuerpos de planta cuadrada, separados por impostas.

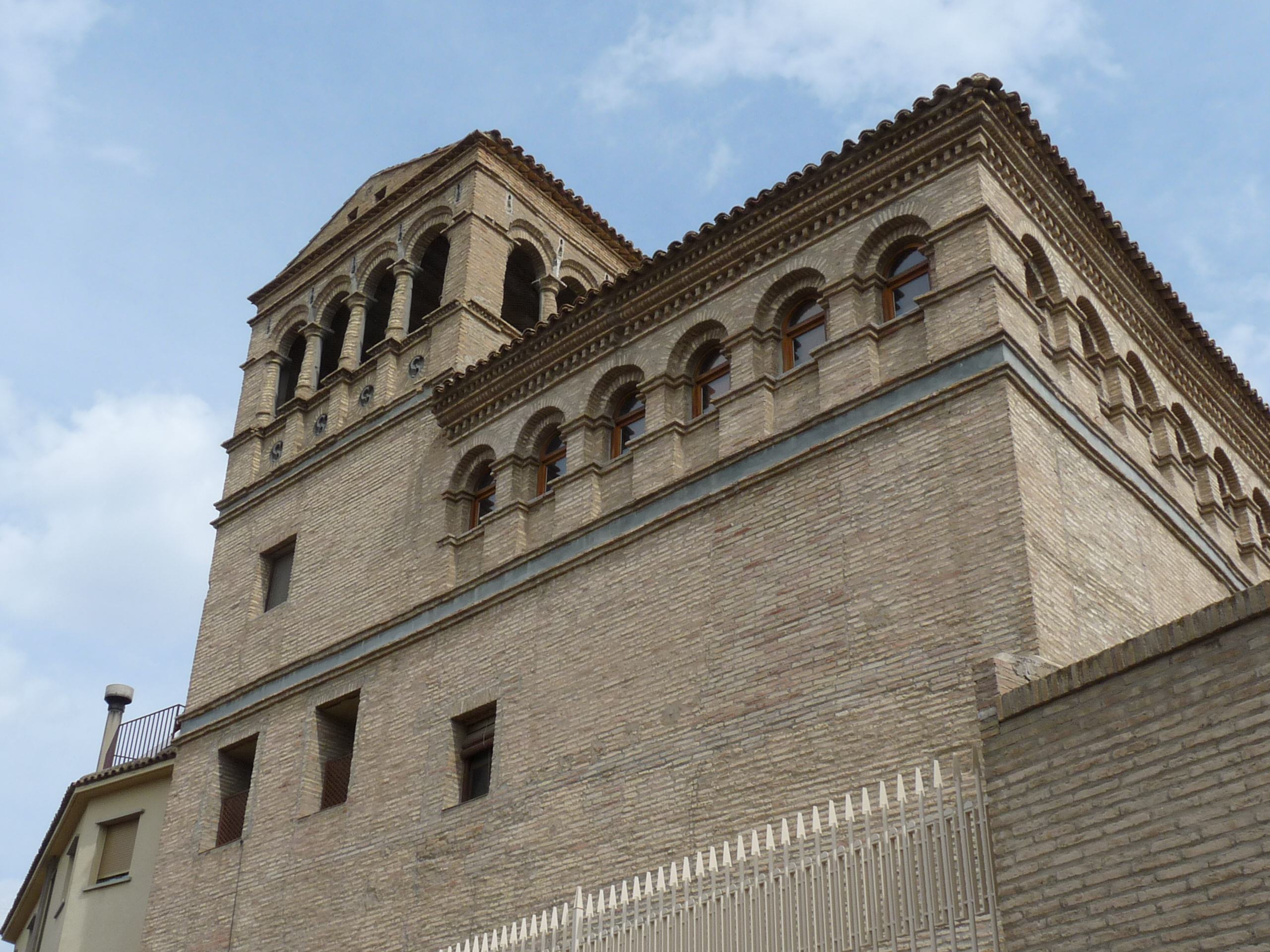
Monasterio de San Jorge

Asimismo, en la salida hacia Ejea, todavía se pueden contemplar las ruinas de otro convento, el de San Cristóbal.
Entre las ermitas de Tauste, cabe destacar la de la Virgen del Pilar, construida en la segunda mitad del siglo XVIII y que posee una cubierta barroca rematada en cúpula con linterna y decorada con yesería.
La ermita de San José y Santa Ana es un conjunto arquitectónico compuesto por templo, vivienda anexa y un atrio exterior —hoy desaparecido—, emplazado sobre una pequeña elevación del terreno. Si bien el conjunto presenta varias etapas constructivas, la fábrica original es del siglo XV.
A 14 km de Tauste está el Santuario de Nuestra Señora de Sancho Abarca, patrona del municipio.
Es un conjunto que incluye hostal, hospital e iglesia, iniciado en 1670 y que no se concluyó hasta el primer tercio del siglo XVIII.
Se encuentra sobre las sierras de las Bardenas muy cerca de la raya navarra lindante con la Bardena blanca. Ocupa un montículo y constituye un mirador sobre la porción meridional de las Bardenas Reales y buena parte de la Vega del Ebro.

### Patrimonio civil

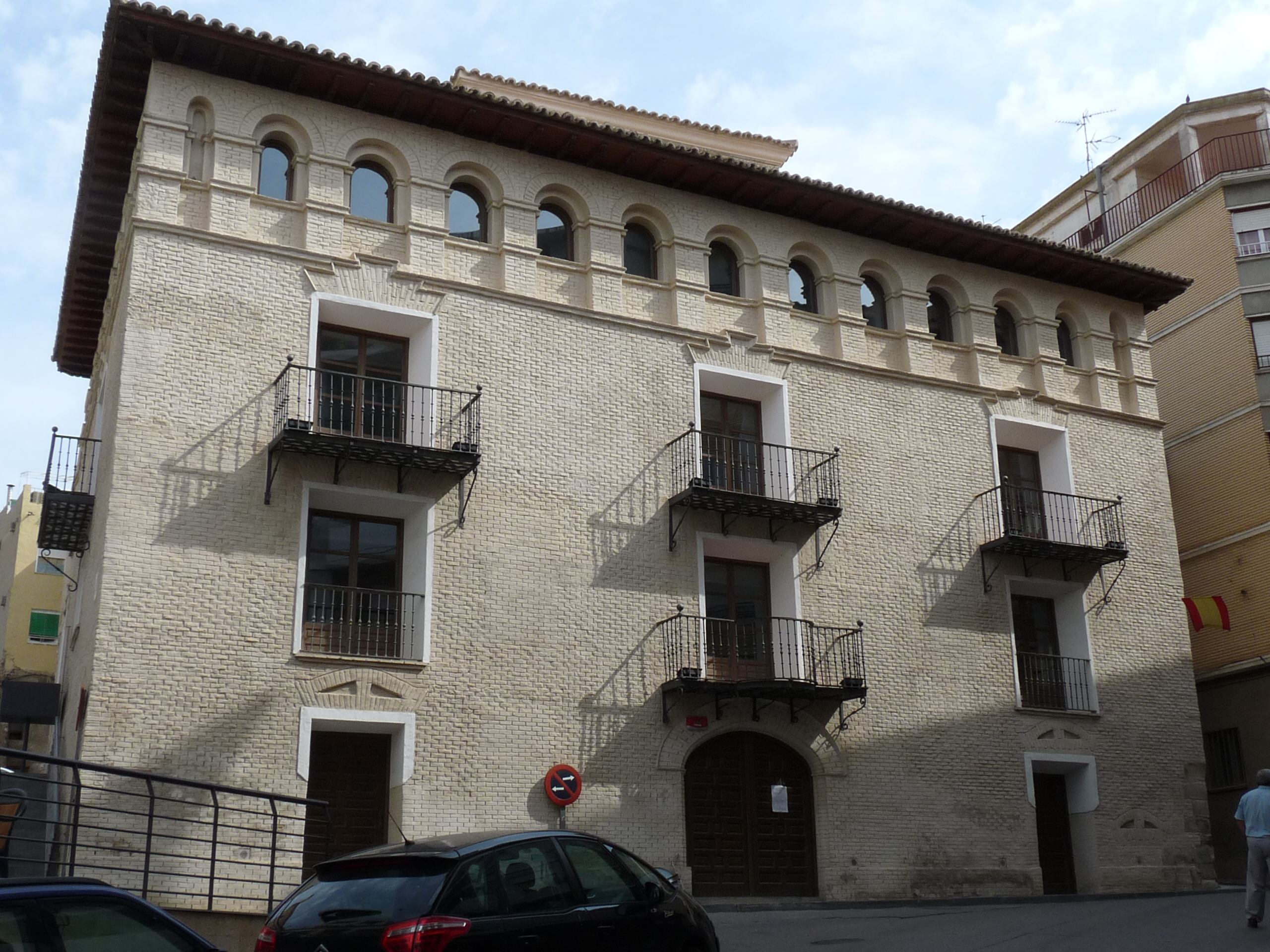
Casa de la Cámara, de características similares a los palacios renacentistas aragoneses

Los restos de la muralla o «cerco» de Tauste se sitúan en un extremo del casco antiguo. Se componen de sillares de piedra de yeso alabastrino unidos con pasta de yeso.
Un edificio de interés es la Casa Nueva de Tauste, más conocida como Casa de la Cámara, la cual, aunque muy modificada, tiene su origen en el segundo tercio del siglo XVI o principios del XVII.
Otro edificio, conocido como El Patiaz, se localiza en la calle López de Arbizu, en el actual barrio nuevo (antigua Judería). De difícil datación, fue utilizado como antigua sede municipal en el siglo XIX.
Mucho más moderno es Aquatauste, un espacio ajardinado con estanques, ríos, canales y acequias enmarcado por árboles y jardines. Diseñado por Carlos Blázquez, recrea el río Arba junto a sus principales acequias a su paso por el término municipal. Dos salas de exposiciones completan el conjunto.

## Cultura

### Fiestas
- Los Carnavales de Tauste se celebran el fin de semana anterior al Miércoles de Ceniza, tradición recuperada en la década de 1980. Se inician con un pregón de los reyes del carnaval desde el balcón del ayuntamiento, y luego recorren las calles acompañados de la charanga, bailando y cantando. El domingo también hay espectáculos y pasacalles; por la noche se elige a los nuevos reyes del carnaval, se quema el pelele despidiendo a los antiguos reyes y, en la plaza del ayuntamiento, se reparte longaniza para todos los asistentes.
- El primer jueves de Cuaresma la población taustana acude a la ermita de San Antoñico a merendar y pasar la tarde, lo que los habitantes llaman «eslardar».
- El 19 de marzo se celebra San José, en recuerdo a la intervención del santo, en 1599, que acabó con una epidemia de tifus que asolaba la villa.[22]
- Del 20 al 24 de abril se celebran las fiestas en honor de la Virgen de Sancho Abarca, cuya festividad es el día 21. Ese mismo día el Grupo de Danzantes baila el «dance de Tauste», espectáculo considerado Fiesta de Interés Regional, al igual que el Rosario de Cristal, que recorre las calles de la localidad el día 22 al anochecer. La festividad conmemora la aparición de la Sagrada Imagen de la Virgen de Sancho Abarca, que según cuentan las crónicas, tuvo lugar un 7 de abril de 1569.[23]
- El 8 de mayo se festeja el Voto de San Miguel, patrón de Tauste. Evoca un hecho acontecido a principios de mayo de 1421, cuando una plaga de langostas agostó las cosechas taustanas y el arcángel Miguel liberó al pueblo de la misma.
- Del 20 al 24 de septiembre se celebra La Coronación de la Virgen de Sancho Abarca; rememora que en 1969 fue coronada canónicamente la imagen de la Virgen de Sancho Abarca.

### Deporte
- En fútbol, la villa está representada por el Club Deportivo Tauste. Su mejor clasificación histórica fue el tercer puesto obtenido en la tercera división en la temporada 1988/89.
- En fútbol sala está representado por el Tauste FS. En la temporada 18-19 consiguió el ascenso directo a 2.ºB quedando primero en el grupo aragonés de tercera división de manera holgada. Actualmente compite en competición nacional con una base importante de jugadores taustanos.
- Sus vecinos se caracterizan por su amplio conicimiento y pericia en la práctica del guiñote. De este hecho proviene la manida expresión "guiñote taustano".

## Ciudades hermanadas
- Espalion (Francia)
- Langhirano (Italia)